# Heinrichsthal
Heinrichsthal est une commune allemande de Bavière, située dans l'arrondissement d'Aschaffenbourg et le district de Basse-Franconie.

## Géographie

Situation de Heinrichsthal (en rouge) dans la communauté administrative (en violet) et dans l'arrondissement d'Aschaffenbourg

Heinrichsthal est située au cœur du massif du Spessart, à 20 km au nord-est d'Aschaffenbourg, le chef-lieu et fait partie de la communauté d'administration de Heigenbrücken.

## Histoire
C'est en 1636 qu'apparaît le nom du propriétaire d'une verrerie installé dans le village Heinrich Fleckenstein. Il donnera son nom au village, en 1664, on trouve Heinrich grundt undt Jacobs thael.
Le village a appartenu à l'Électorat de Mayence et, comme lui, a rejoint la principauté d'Aschaffenbourg, puis le royaume de Bavière en 1814. Heinrichsthal a obtenu le statut de commune en 1818 et a été intégrée à l'arrondissement d'Alzenau jusqu'à la disparition de ce dernier en 1972.

## Démographie
| 1910 | 1933 | 1939 | 1970 | 1987 | 2000 | 2003 | 2009 |
| ---- | ---- | ---- | ---- | ---- | ---- | ---- | ---- |
| 610  | 667  | 652  | 848  | 892  | 934  | 946  | 886  |